# Vårflickblomfluga
Vårflickblomfluga (Meligramma triangulifera) är en tvåvingeart som först beskrevs av Zetterstedt 1843.  Vårflickblomfluga ingår i släktet flickblomflugor, och familjen blomflugor. Arten är reproducerande i Sverige.